# Berndt Godenhjelm
Berndt Abraham Godenhjelm (né le 30 mars 1799 à Mäntyharju – décédé le 14 décembre 1881 à Helsinki) est un artiste peintre finlandais.

## Carrière
Après des études de droit, il est stagiaire à la Cour d'appel en 1820 et avocat en 1826. Il décide cependant de devenir artiste peintre et en 1818 il étudie la peinture sous la direction de Per Gustaf von Heideken (sv) à Stockholm et les estampes à Saint-Pétersbourg. Les œuvres de Berndt Godenhjelm son exposées pour la première fois en 1847 à l'Ateneum et au Musée d'art de Tampere, à la Galerie Cygnaeus et au Musée national de Finlande.
Son premier retable est celui de l'Église de Mäntyharju. À l'église de Liperi on peut voir son Jésus sur la croix qu'il a peint pendant son séjour à Saint-Pétersbourg et qui sera apporté en 1842 à Liperi. Pendant sa carrière, il peint 25 retables, dont ceux de la cathédrale de Kuopio, de l'ancienne église de Pieksämäki, de l'église de Kymi, de la cathédrale de Lapua, de l'église d'Ikaalinen, de l'église de Mäntyharju ou de l'église de Jämsä.
De 1848 à 1869, Godenhjelm enseigne à l'Association finlandaise des Arts.
Berndt Godenhjelm a épousé Alexandra Fredrika Hornborg et le professeur Bernhard Fredrik Godenhjelm est leur fils.

## Retables

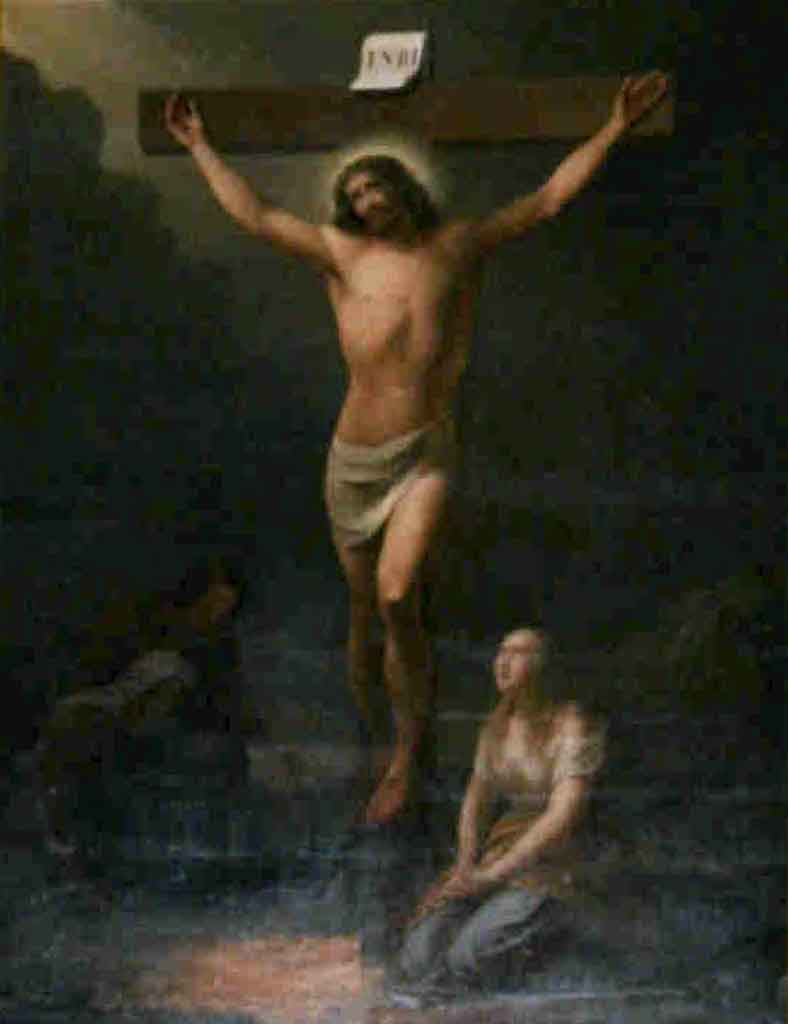
Jésus sur la croix, Cathédrale de Kuopio.
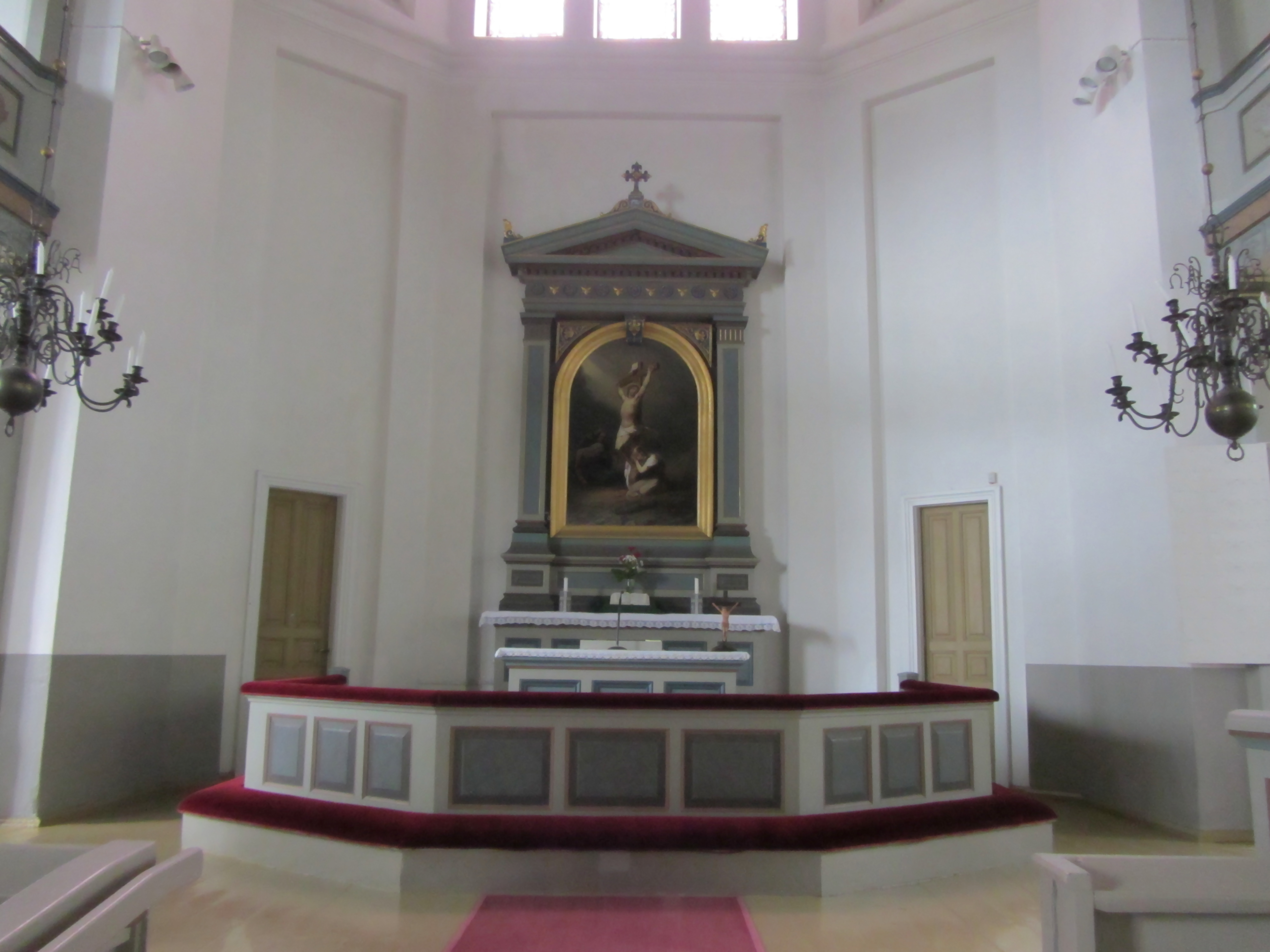
Jésus sur la croix, église de Liperi.
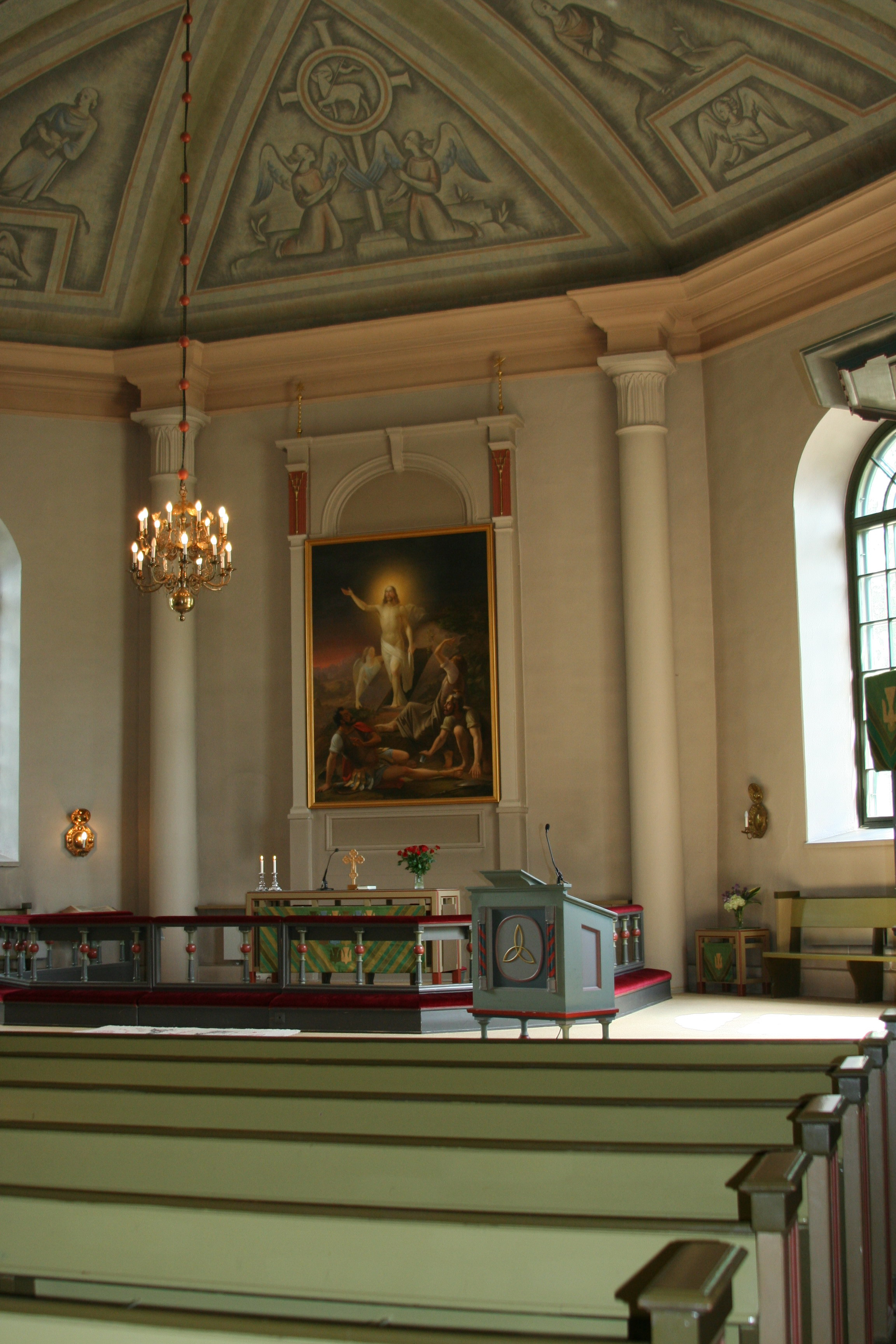
Église de Vihti
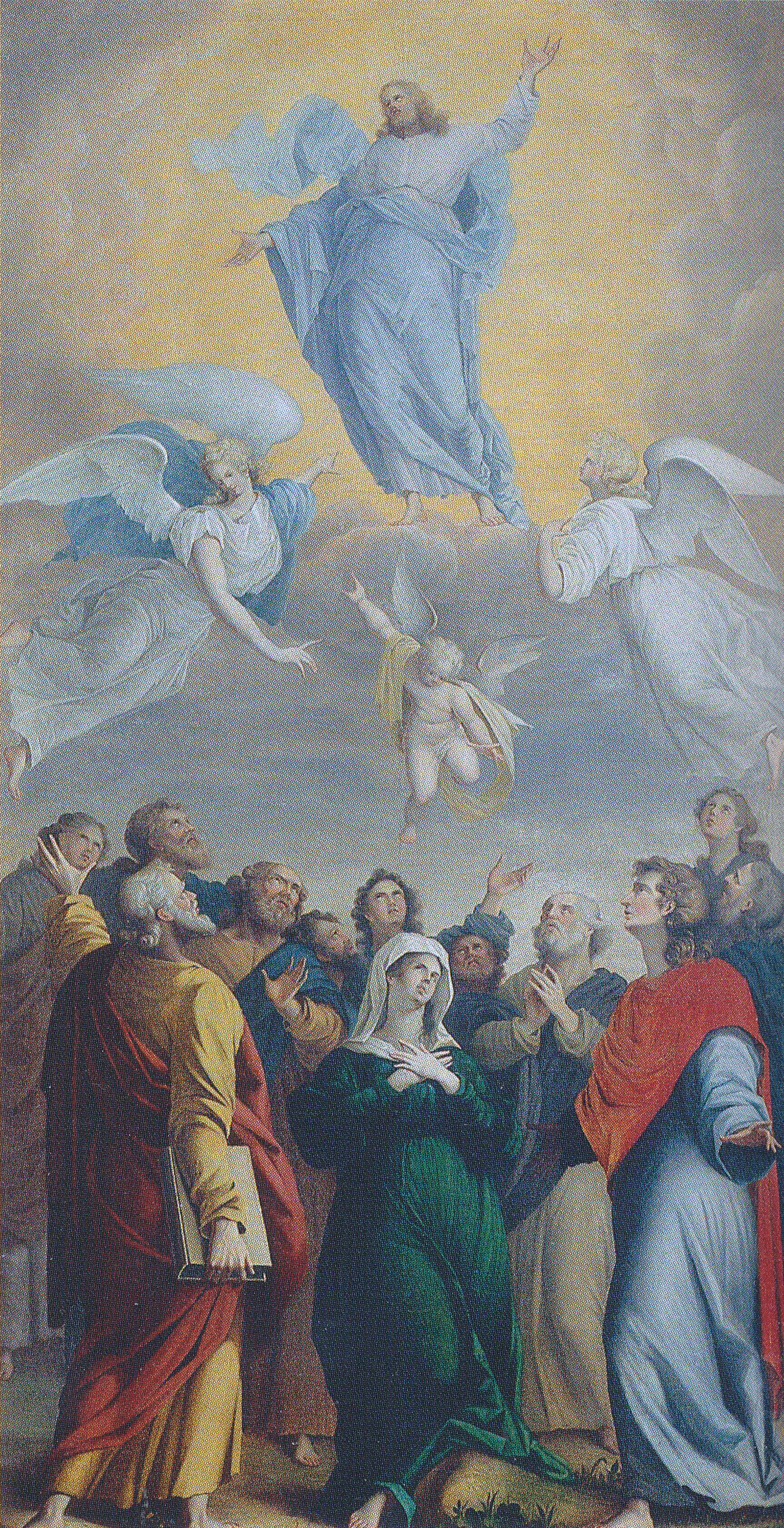
Église de Mäntyharju

## Autres tableaux

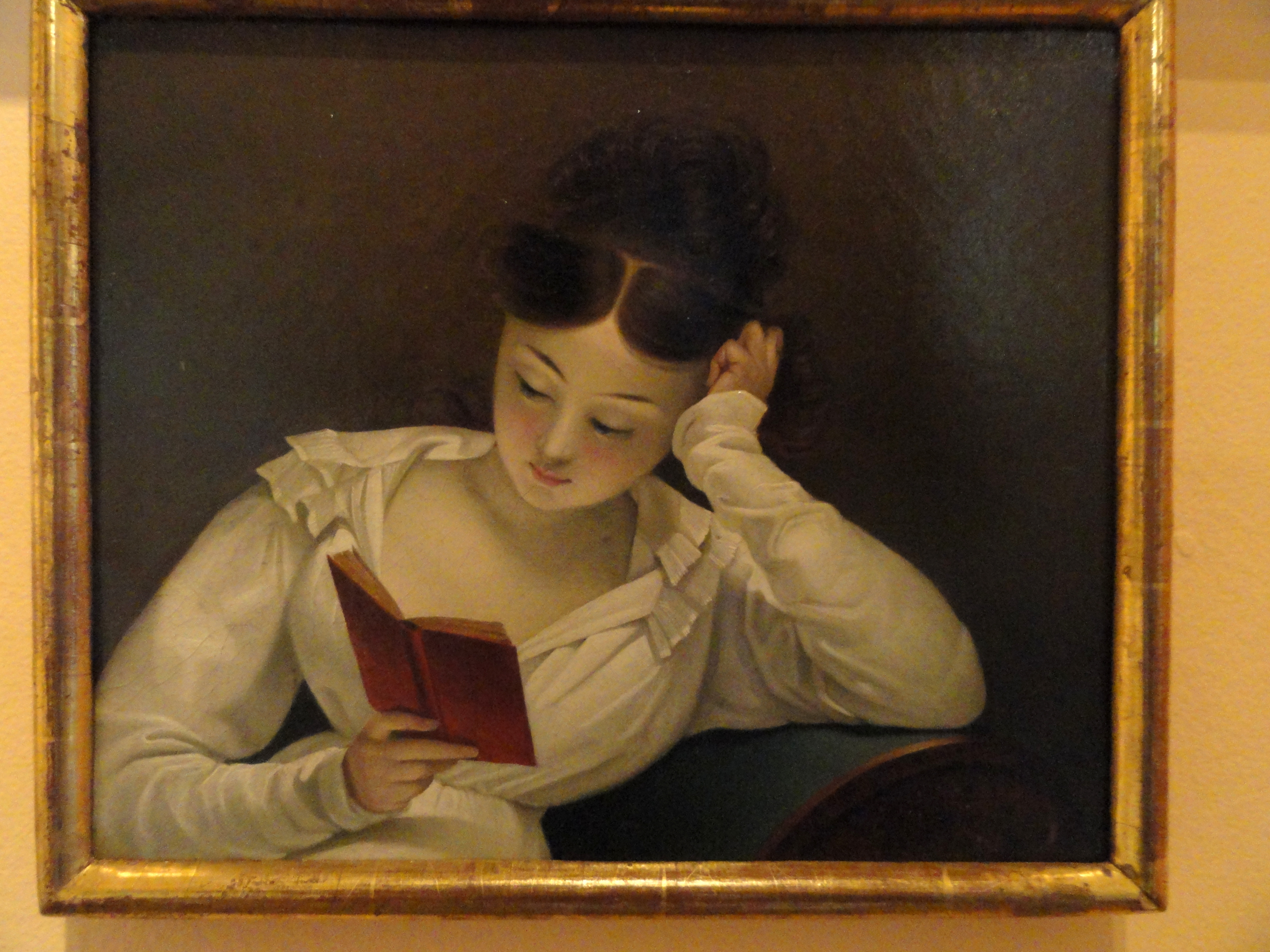
Jeune fille lisant, Galerie Cygnaeus
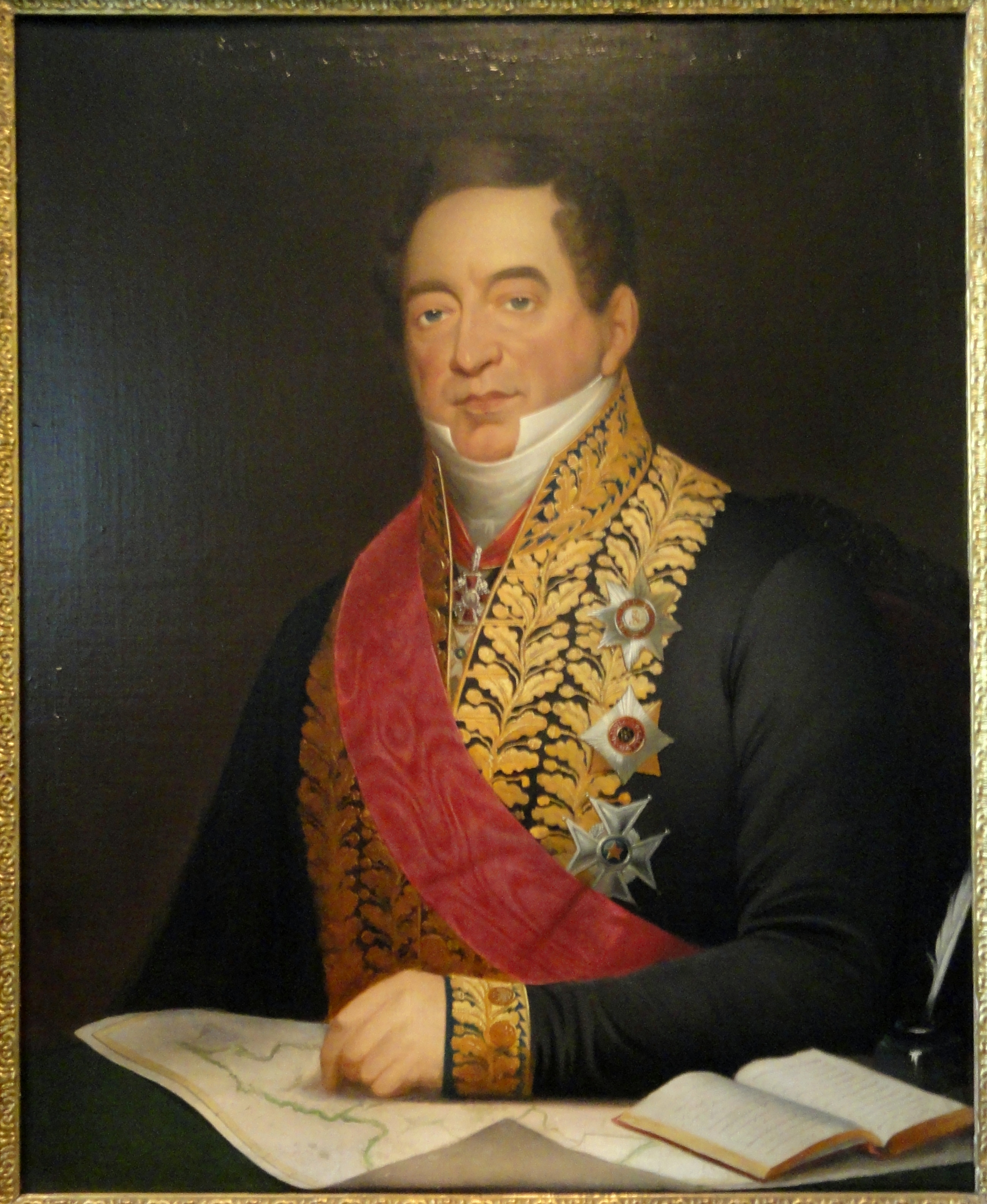
Robert Henrik Rehbinder, Arppeanum